# Karel De Pauw
Karel-Lodewijk De Pauw (Zottegem, 3 september 1838 – Sint-Gillis, 9 mei 1914), ook bekend onder zijn kloosternaam broeder Marès-Joseph, was architect en medeoprichter van de Sint-Lucasscholen. 

## Biografie

Marès ontwierp de kapel voor het ziekenhuis Toevlucht van Maria in Gent

De Pauw genoot een artistieke opleiding in huiselijke sfeer en volgde avondonderwijs aan de Brusselse academie. Hij trad toe aan de Congregatie van de Broeders van de Christelijke Scholen in 1853 en nam de naam broeder Marès-Joseph aan. In 1862 startte Marès met een tekenklas in Gent op vraag van de industrieel Joseph de Hemptinne en architect Jean-Baptiste Bethune. Op enkele jaren tijd groeide het initiatief uit tot een volwaardig opleidingsinstituut: de Sint-Lucasschool (Ecole de Saint-Luc) in Gent. Er werd er onderscheid gemaakt tussen twee afdelingen: bouwkunst (bouwkunst en kunstnijverheid) en sierkunst (beeldhouwkunst en schilderkunst). Marès was lesgever en directeur aan de school. Vanaf 1987 richtte Marès zich op de oprichting van nieuwe Sint-Lucasscholen in Schaarbeek (1887), Molenbeek (1889) en Sint-Gillis (1904). Bepalend voor het onderwijs aan de Sint-Lucasscholen in de beginperiode was de keuze voor de neogotische stijl en ontwerpprincipes. 
Van Marès’ werk als architect is weinig bekend. Hij ontwierp voornamelijk kloosters en kapellen. Marès maakte ook het eerste ontwerp van de Nationale Basiliek van het Heilig Hart in Koekelberg.

## Geselecteerde werken
- Kapel van het Ziekenhuis Toevlucht van Maria, Gent, 1875
- Uitbreiding van het Sint-Wivinaklooster, Groot-Bijgaarden, 1899
- Complex met kapel, noviciaat, ziekenhuis en school voor het Sint-Wivinaklooster, Groot-Bijgaarden, 1900
- Sint-Lambertusinstituut, Antwerpen, 1908
- Villa Vanden Noortgaete, Zottegem, 1909